# Liste des compagnons du Docteur
Le mot compagnon (« companion » en version originale) est utilisé dans l'univers de la série de science-fiction de la BBC Doctor Who pour décrire un personnage qui partage les voyages et les aventures du Docteur. Le terme se réfère avant tout aux compagnons réguliers du héros de la série, mais il a parfois été utilisé pour décrire des compagnons de voyage occasionnels. Généralement, ils doivent avoir voyagé à bord du TARDIS.

## Notion de «compagnon»
Tout d'abord, il est important de noter que le terme de « compagnon » n'apparaît qu'à partir du retour de la série en 2005. La série dite classique (1963-1996) privilégiait la terminologie d'« assistant(e) ».
Le site officiel de Doctor Who décrit le rôle d'un compagnon comme étant d’« assurer les arrières du Docteur, le ramener à la raison, lui poser les bonnes questions et se mettre occasionnellement dans le pétrin ». En ce sens, un compagnon serait un « outil scénaristique », quelqu'un qui n'existe que par son interaction avec le Docteur. Sam White va dans le même sens pour le site Doctor Who TV, tout en nuançant : un compagnon se doit d'être indépendant, d'avoir une existence sans le Docteur.

## Liste des compagnons

### Premier Docteur
- Susan Foreman (Carole Ann Ford) : petite-fille du Docteur et voyage déjà avec lui.
- Barbara Wright (Jacqueline Hill) : professeur d'Histoire de Susan ; originaire de l'Angleterre de 1963.
- Ian Chesterton (William Russell) : professeur de Sciences de Susan, arrivé en même temps que Barbara ; originaire de l'Angleterre de 1963.
- Vicki (Maureen O'Brien) : jeune fille survivante du crash de son vaisseau spatial ; originaire de la Terre du futur (plus précisément de 2493).
- Steven Taylor (Peter Purves) : pilote de vaisseau spatial (différent de celui de Vicki) qui s'est écrasé sur la planète Méchanus ; originaire de la Terre du futur (date inconnue).
- Katarina (Adrienne Hill) : servante originaire de Troie lors de l'assaut des Achéens.
- Sara Kingdom (Jean Marsh) : agente de la Space Security Agency, chargée d'arrêter le Docteur et Steven ; originaire de la Terre de l'an 4000.
- Dodo Chaplet (Jackie Lane) : jeune fille d'origine française ; originaire de l'Angleterre des années 1960.
- Polly (Anneke Wills) : jeune secrétaire auprès d'un scientifique ; originaire de l'Angleterre de 1966.
- Ben Jackson (Michael Craze) (VFB : Grégory Praet) : jeune matelot arrivé peu après Polly ; originaire de l'Angleterre de 1966.

### Deuxième Docteur
- Polly (Anneke Wills) : voir Premier Docteur.
- Ben Jackson (Michael Craze) : voir Premier Docteur.
- Jamie McCrimmon (Frazer Hines) : jeune Écossais ayant participé à la bataille de Culloden. Il est extrêmement fidèle au Docteur ; originaire de l’Écosse de 1746.
- Victoria Waterfield (Deborah Watling) : jeune fille d'un scientifique impliqué dans un complot des Daleks ; originaire de l'Angleterre de 1866.
- Zoe Heriot (Wendy Padbury) : adolescente très intelligente, qui raisonne en pure logique comme un ordinateur ; originaire de la station spatiale terrestre W3, de la fin du XXIe siècle.

### Troisième Docteur
- Liz Shaw (Caroline John) : jeune femme scientifique engagée par UNIT.
- Jo Grant (Katy Manning) : jeune femme pétillante et pleine de vie, recrutée en tant que remplaçante de Liz Shaw ; originaire de l'Angleterre des années 1970.
- Sarah Jane Smith (Elisabeth Sladen) : journaliste qui enquêtait sur UNIT, finalement recrutée en tant que remplaçante de Jo Grant ; originaire de l'Angleterre des années 1970.

### Quatrième Docteur
- Sarah Jane Smith (Elisabeth Sladen) : voir Troisième Docteur.
- Harry Sullivan (Ian Marter) : Lieutenant-Chirurgien de UNIT, qui rejoint le Docteur dans le TARDIS avec Sarah Jane ; originaire de l'Angleterre des années 1970 ou 80.
- Leela (Louise Jameson) : Guerrière sauvage de la tribu des Sevateem, descendant d'une expédition terrienne ; originaire d'une planète isolée dans un lointain futur.
- K-9 (voix de John Leeson) : chien-robot multifonctions créé par le professeur Marius qui l'offre au Docteur ; originaire de la Terre de l'an 5000.
- K-9 Mark II (voix de John Leeson et David Brierley) : fabriqué par le Docteur en remplacement de K-9 Mark I. Il est totalement identique à son prédécesseur.
- Romana I et Romana II (Mary Tamm et Lalla Ward) : Dame du Temps attribuée comme assistante au Docteur par le Gardien Blanc, incarnation de la paix dans l'Univers, en même temps qu'une grande mission ; originaire de Gallifrey.
- Adric (Matthew Waterhouse) : adolescent boudeur excellent en mathématiques ; originaire de la planète Alzarius, située dans un univers-bulle relié au nôtre appelé E-Space.
- Nyssa (Sarah Sutton) : compagne du quatrième Docteur dans deux épisodes avant sa régénération : voir Cinquième Docteur.
- Tegan Jovanka (Janet Fielding) : compagne du quatrième Docteur dans un seul épisode avant sa régénération : voir Cinquième Docteur.

### Cinquième Docteur
- Adric (Matthew Waterhouse) : déjà compagnon du quatrième docteur, meurt dans un vaisseau qui s'est écrasé sur Terre.
- Nyssa (Sarah Sutton) : jeune fille extrêmement calme, ayant de nombreuses connaissances scientifiques ; originaire de l'Empire de Traken, civilisation la plus pacifique de l'Univers. Nyssa quitta le Docteur et Tegan durant la saison 20.
- Tegan Jovanka (Janet Fielding) : future hôtesse de l'air Australienne ; originaire de la Terre de 1984. Elle quitte le TARDIS et le Docteur au cours de la saison 21.
- Vislor Turlough (Mark Strickson) : dissident politique de la planète Trion, envoyé en exil sur la Terre des années 1980.
- Kamelion (voix de Gerald Flood) : robot caméléon utilisé par le Maître dans un de ses complots, il sera finalement libéré par le Docteur ; originaire de la planète Xériphas. Note : bien qu'étant censé rester longtemps dans le TARDIS, il n'est apparu que très rarement (sans explication dans la série) car le robot utilisé dans les tournages était trop difficile à manœuvrer.
- Peri Brown (Nicola Bryant) : compagne du cinquième Docteur pour deux épisodes avant sa régénération : voir Sixième Docteur.

### Sixième Docteur
- Peri Brown (Nicola Bryant) : jeune étudiante Américaine, elle rencontre le Docteur à Lanzarote où elle accompagne son beau-père archéologue ; originaire de la Terre des années 1980.
- Mel Bush (Bonnie Langford) : programmeuse informatique fondamentalement optimiste ; originaire de l'Angleterre des années 1980.

### Septième Docteur
- Mel Bush (Bonnie Langford) : voir Sixième Docteur.
- Ace (Sophie Aldred) : jeune fille experte en explosifs, qu'elle transporte dans un sac à dos. Une tempête temporelle l'a transportée depuis l'Angleterre de la fin des années 1980 dont elle est originaire jusqu'à la planète Svartos, où elle rencontre Mel et le Docteur. Elle le surnomme affectueusement Professor.
- K9 mark IV : voir Quatrième Docteur.

### Huitième Docteur
- Grace Holloway (Daphne Ashbrook) (VF : Céline Monsarrat): chirurgienne cardiaque de garde dans un hôpital de San Francisco, la veille de l'an 2000. Elle y est appelée pour y soigner le septième Docteur inconscient, mais son intervention le tue. Après sa régénération, le huitième Docteur désorienté la retrouve (c'est la dernière personne qu'il ait vu).
- Chang Lee (Yee Jee Tso) (VF : Emmanuel Curtil) : jeune gangster ; originaire des États-Unis de 1999.

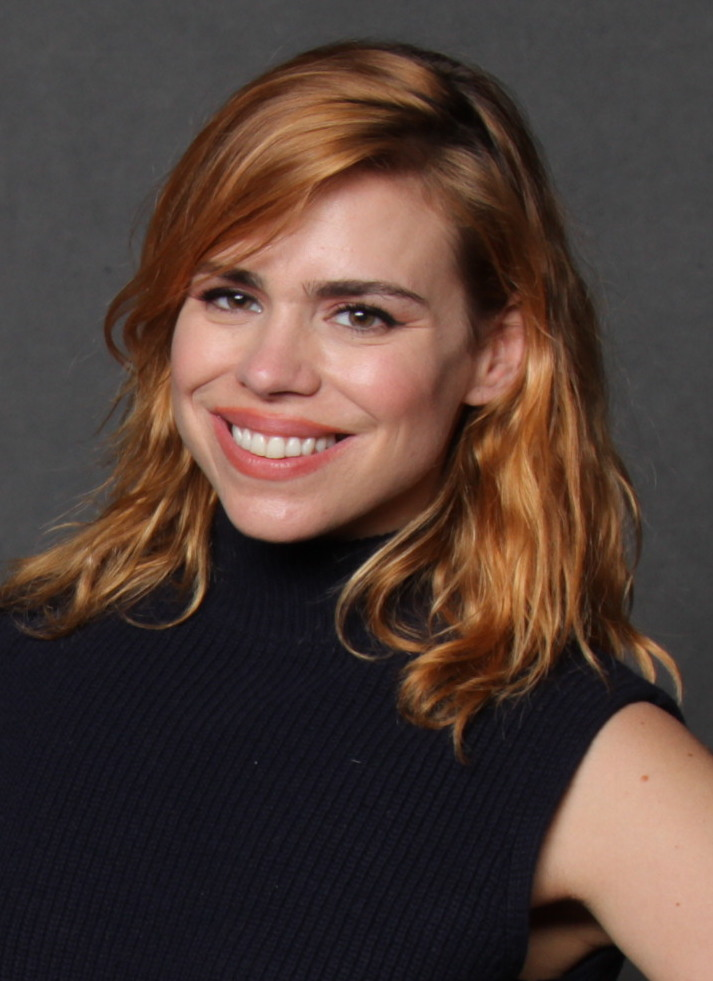
Billie Piper, l'interprète de Rose Tyler, compagne principale des Neuvième et Dixième Docteurs.

### Neuvième Docteur
- Rose Tyler (Billie Piper) (VF : Géraldine Frippiat): jeune fille de 19 ans s'ennuyant dans sa vie et qui suit le Docteur après qu'il l'ait sauvée à Londres en 2005. Elle finit par tomber amoureuse de lui. Les neuvième et dixième Docteur auront une profonde affection envers elle. Le dixième Docteur restera longtemps profondément marqué par sa disparition soudaine. Originaire de la Terre contemporaine.
- Capitaine Jack Harkness (John Barrowman) (VF : Sébastien Hébrant) : Agent du temps qui s'est retrouvé au milieu de la Seconde Guerre mondiale après avoir perdu deux ans de sa mémoire ; il rencontre le Docteur et Rose avec qui il sympathise immédiatement à ce moment-là. Originaire du LIe siècle.

### Dixième Docteur
- Rose Tyler (Billie Piper) (VF : Géraldine Frippiat) : voir Neuvième Docteur.
- Mickey Smith (Noel Clarke) (VF : Philippe Allard) : ex-petit ami de Rose. Il apparaît d'abord occasionnellement puis voyage dans le TARDIS pendant deux épisodes avant de réapparaître occasionnellement.
- Martha Jones (Freema Agyeman) (VF : Mélanie Dermont) : jeune interne en médecine. Elle rencontre le Docteur à la suite de la téléportation sur la lune de l’hôpital ou elle étudie. Tout comme Rose elle est folle amoureuse du Docteur mais celui-ci ne la voit pas et s’intéresse peu à elle. Originaire de la Terre contemporaine (2007).
- Capitaine Jack Harkness (John Barrowman) (VF : Sébastien Hébrant) : voir Neuvième Docteur.
- Donna Noble (Catherine Tate) (VF : Carole Baillien) : femme indépendante. Elle atterrit par erreur dans le Tardis alors qu'elle était sur le point de se marier. À la suite d'une première aventure mouvementée avec le Docteur elle refuse la première proposition qu'il lui fait de l'accompagner (Le Mariage de Noël). Elle regrettera beaucoup cette décision par la suite et essayera de retrouver le Docteur en enquêtant sur des phénomènes anormaux. L’initiative lui réussit puisqu'elle retrouve le Docteur à la suite d'une enquête et acceptera cette fois sa proposition. Originaire de la Terre contemporaine.

### Onzième Docteur
- Amelia « Amy » Pond (Karen Gillan) (VF : Audrey d'Hulstère) : le TARDIS s'écrase dans le jardin de Amy en 1996 alors qu'elle n'a que 7 ans. Le Docteur lui promet de revenir cinq minutes plus tard mais après plusieurs erreurs il revient finalement une première fois en 2008 : Amy a alors 19 ans puis de nouveau en 2010 la veille du mariage d'Amy. Elle est restée hantée par son Docteur débraillé pendant toute son enfance. C'est une Écossaise qui vit en Angleterre, dans le petit village de Leadworth.
- Rory Williams (Arthur Darvill) (VF : Xavier Elsen) : Ami d'enfance, fiancé puis époux d'Amy, le Docteur invite Rory à bord du tardis pour qu'Amy ne tombe pas amoureuse de lui (du Docteur). Rory est au départ très jaloux du Docteur, mais il finira par trouver sa place auprès d'Amy et du Docteur. Il est le premier compagnon masculin régulier depuis Vislor Turlough.
- River Song (Alex Kingston) (VF : Manuella Servais) : elle intervient dans plusieurs histoires qui précèdent - pour elle - son apparition originelle dans Bibliothèque des ombres, première partie aux côtés du Dixième Docteur. On découvre qu'elle est en réalité Melody Pond, la fille d'Amy et Rory, enlevée à ses parents et conditionnée à tuer le Docteur. Sa conception dans le TARDIS lui a donné des pouvoirs particuliers semblables à ceux des Seigneurs du Temps.
- Clara Oswald (Jenna Coleman) (VF : Marielle Ostrowski) : Elle apparaît pour la première fois dans l'épisode L'Asile des Daleks sous le nom d'Oswin Oswald elle est alors originaire d'une époque du futur;  elle se sacrifie pour sauver le Docteur. Elle réapparaît de nouveau, cette fois en 1892, sous le nom de Clara, dans l'épisode spécial de Noël 2012, La Dame de glace (entre les épisodes 5 et 6, saison 7), Elle est alors originaire de l'époque Victorienne. La fin de l'épisode est marquée par la mort de Clara, après laquelle le Docteur découvre que son nom complet était Clara Oswin Oswald et comprend que Clara et Oswin sont la même personne. (Il n'avait jamais vu son visage la première fois). Intrigué par le fait que la même personne soit morte deux fois et des sentiments qu'il a pu ressentir envers elle, le Docteur part à sa recherche. Il finit par retrouver la version contemporaine et originale du personnage Enfermés dans la toile, qui se fait appeler simplement Clara Oswald. Celle-ci ne se rappelle pas de ses précédentes rencontres avec le Docteur. Elle a alors 26 ans.

### Douzième Docteur
- Clara Oswald (Jenna Coleman) (VF : Marielle Ostrowski) : elle voyage avec ce nouveau Docteur et est devenue enseignante (professeur d'anglais). Elle s'adapte difficilement au Douzième Docteur, elle remet souvent en cause sa relation avec lui, elle projette à deux reprises de le quitter. Mais elle finit par accepter cette nouvelle personnalité plus sombre et plus détachée du Docteur.
- Nardole (Matt Lucas) (VF : Thierry Janssen) : ancien assistant de River Song, il voyage avec le Docteur après les événements de l'épisode Les Maris de River Song.
- Bill Potts (Pearl Mackie) (VF : Fanny Roy) : C'est une jeune femme de 26 ans optimiste et joyeuse, elle pose beaucoup de questions, elle est curieuse et pleine de vie. Elle travaille au restaurant universitaire de l'Université de Bristol, où le Docteur enseigne la physique quantique. Originaire de la Terre contemporaine.

### Treizième Docteur
- Yasmin "Yaz" Khan (Mandip Gill) : jeune agent de police en période probatoire, elle a été à l'école avec Ryan Sinclair, avec qui elle rencontre le Docteur.
- Ryan Sinclair (Tosin Cole) : magasinier, il rêve d'être mécanicien. Il souffre de dyspraxie, trouble de la coordination. Il est orphelin et vivait avec sa grand-mère Grace.
- Graham O'Brien (Bradley Walsh) : chauffeur de bus, il était le deuxième époux de Grace, la grand-mère de Ryan. La mort de sa femme l'a dévasté.
- Dan Lewis (John Bishop): bénévole sans-le-sou, il est passionné par l’histoire et souhaite devenir guide touristique. Il rencontre le Docteur et Yaz à la suite de son enlèvement par des extraterrestres.

### Quatorzième Docteur
- Donna Noble (Catherine Tate) : Ancien Compagnon du Dixième Docteur, Donna a subi un effacement de mémoire par le Docteur afin de la sauver de ce qui était en train de la tuer. Elle fait son grand retour lors des 3 épisodes spéciaux diffusés à l'occasion des 60 ans de la série ainsi que Sylvia Noble (Jacqueline King), Wilfred Mott (Bernard Cribbins) et Shaun Temple (Karl Collins). C'est l'occasion également de faire la connaissance de sa fille, Rose Noble (Yasmin Finney).

### Quinzième Docteur
- Ruby Sunday (Millie Gibson) : Jeune femme de 19 ans, elle parcours l'espace et le temps avec le Docteur après avoir fait connaissance la veille de Noël 2023. Ruby possède une origine extrêmement mystérieuse.
- Belinda Chandra (Varada Sethu)

## Compagnons occasionnels

### Quatrième Docteur
- Brigadier Lethbridge-Stewart (Nicholas Courtney) : le Brigadier Lethbridge-Stewart de U.N.I.T n'assiste le Quatrième Docteur qu'à deux reprises (dans Robot et Terror of the Zygons), alors qu'il est l'un des premiers à l'avoir vu apparaître après la régénération du Troisième Docteur.

### Neuvième Docteur
- Adam Mitchell (Bruno Langley) : originaire de l'Utah, c'est un hacker employé par Henri Van Statten, un milliardaire qui collectionne les objets extraterrestres. Il ne reste un compagnon que pendant deux épisodes (Dalek et Un Jeu Interminable), et ne réapparaît plus ensuite.

### Dixième Docteur
- Astrid Peth (Kylie Minogue) : serveuse sur le « Titanic », un vaisseau de croisière galactique, elle est originaire de la planète Sto. Elle rêvait de pouvoir voyager, ce que le Docteur lui proposa, mais elle trouva la mort au cours de l'épisode Une Croisière autour de la Terre.
- Lady Christina de Souza (Michelle Ryan) : Parent éloigné du Roi Georges II, Christina est une voleuse recherché par la police à de multiple reprises et surtout après avoir volé un calice en or. Cette dernière se retrouve dans le bus n°200 et fait la connaissance du Docteur lors de l'épisode spécial Planète Morte diffusé à Pâques 2009.
- Capitaine Adelaide Brooke (Lindsay Duncan) : Célèbre astronaute et commandante de la Base Bowie One, Adelaide fait la connaissance du Docteur sur Mars en 2059 juste après qu'un incident étrange arrive sur la base lors de l'épisode spécial La Conquête de Mars diffusé à l'Automne 2009
- Wilfred Mott (Bernard Cribbins) : vétéran à la retraite, il est le grand-père maternel de Donna Noble. Il distribue les journaux le dimanche matin. Il rencontre le Docteur par coïncidence lors d'Une Croisière autour de la Terre (il ignore alors son identité), le recroise plusieurs fois quand sa petite-fille voyage avec lui, et lui vient en aide une dernière fois lors de La Prophétie de Noël, alors que le Dixième Docteur s'apprête à se régénérer.

### Onzième Docteur
- Brian Williams (Mark Williams) : à la retraite, il est le père de Rory Williams. Il apprécie sa belle-fille, Amy Pond. Il n'apparaît que dans deux épisodes : Des Dinosaures dans l'Espace et L'invasion des Cubes. Il se retrouve mêlé par hasard aux aventures du Docteur, alors qu'il changeait une ampoule chez son fils.

### Douzième Docteur
- Kate Stewart (Jemma Redgrave) : Fille du légendaire Brigadier Sir Alistair Gordon Lethbridge-Stewart, Kate fut cheffe de la recherche scientifique à UNIT et apparaît pour la première fois dans l'épisode L'Invasion des Cubes en 2012 et reviens dans la série pendant l'épisode spécial 50 ans Le Jour du Docteur en 2013 auprès du Onzième Docteur (Matt Smith) mais apparaît plus souvent auprès du Douzième Docteur (Peter Capaldi). Elle réapparait pendant le final de la Saison 8, Mort au Paradis, reviens dans le 1er épisode de la Saison 9, Le Magicien et son Disciple et également pendant le double épisodes sur les Zygons, Vérité ou Conséquences, première et deuxième partie dans cette même saison.
- Petronella Osgood (Ingrid Oliver) : Scientifique à UNIT, elle est aussi une très grande fan du Docteur et porte, à de nombreuses reprises, d'anciens accessoires ou vêtements que le Docteur portait lors de ces anciennes incarnations. Après sa première apparition dans l'épisode spécial 50 ans Le Jour du Docteur en 2013 auprès du 11e Docteur (Matt Smith), elle fit quand même la rencontre de 4 différents Docteurs, le 11e, 10e (David Tennant) et Docteur de la Guerre (John Hurt) dans l'épisode spécial 50 ans et par la suite, le Douzième Docteur (Peter Capaldi) pendant les Saisons 8 et 9 dans Mort au Paradis ou encore Vérité ou Conséquences, première et deuxième partie.
- Danny Pink (Samuel Anderson) : professeur de Mathématiques, il est fraîchement nommé à l'école Coal Hill au début de la saison 8, où il rencontre Clara Oswald. Les deux flirtent ensemble, puis finissent par se voir. Le Docteur désapprouve cette relation lorsqu'il apprend que Danny était un soldat avant de se reconvertir dans l'enseignement. Il se sacrifiera pour sauver Clara dans Mort au Paradis.

### Treizième Docteur
- Grace O'Brien (Sharon D. Clarke) : Infirmière de formation, Graham O'Brien est son second mari et Ryan Sinclair son petit-fils. Ils se rencontrent alors que ce dernier est en chimiothérapie et qu'elle est l'infirmière qui le suit. Dans La Femme qui venait d'ailleurs, elle rencontre le Treizième Docteur, et meurt en chutant d'une tour en voulant aider Yasmin Khan, son petit-fils et le Docteur.
- Jack Harkness (John Barrowman): Ancien compagnon occasionnels du Neuvième et Dixième Docteur,  il avertit celui-ci d’un danger qui approche concernant le Cyberium et le Cyberman Solitaire et lui donne un coup de main pour s’echapper d’une prison et vaincre les drones de défense créer par Jack Robertson et également ceux ramener par le Docteur pour détruire les Daleks de Robertson.
- Inston-Vee Vinder (Jacob Anderson): Pilote à l'apparence humaine provenant d'une autre planète, il a été exilé de celle-ci pour avoir voulu dénoncer un dictateur. Il croise plusieurs fois la route du Docteur et de ses compagnons alors qu'il est à la recherche de Bel, sa femme. Il les aide finalement à combattre le Flux, ainsi que plus tard, Le Maitre.
- Eustacius Jericho (Kevin McNally): Parapsychologue vivant dans un village anglais en 1967, il recueille Claire, medium du XXIe siècle ayant été envoyée à son époque par un Ange Pleureur. C'est lorsque ceux-ci attaquent sa maison que le Docteur et ses compagnons lui viennent en aide. Il est cependant envoyé en 1901 en tentant d'échapper aux Anges et rejoint Dan et Yaz. Il voyagera 3 ans à leurs côtés dans le but d'enquêter sur le Flux et se retrouvera en 2021 grâce aux Tunnels de Joseph Williamson à Liverpool. Il sera malheureusement tué, aspiré par la dernière vague du Flux sur un vaisseau Sontarien.

### Quatorzième Docteur
- Wilfred Mott (Bernard Cribbins) : Père de Sylvia Noble et grand-père de Donna Noble, Wilfred était déjà apparu à plusieurs reprises dans la série lors de la saison 4 ainsi que pendant les 2 derniers épisodes spéciaux du Dixième Docteur. Il fait son grand retour dans les épisodes diffusés à l'occasion des 60 ans de la série.
- Sylvia Noble (Jacqueline King) : Mère de Donna Noble et fille de Wilfred Mott, Sylvia était également déjà apparue à plusieurs reprises pendant la saison 4 ainsi que pendant les 2 derniers épisodes spéciaux du Dixième Docteur. Elle fait également son grand retour dans les épisodes diffusés à l'occasion des 60 ans de la série.
- Shaun Temple (Karl Collins) : Mari de Donna Noble, Shaun revient également dans la série lors des épisodes spéciaux diffusés à l'occasion des 60 ans de la série. Il était uniquement apparu dans les 2 derniers épisodes spéciaux du Dixième Docteur mais en tant que personnage secondaire.
- Rose Noble (Yasmin Finney) : Fille trans de Donna Noble et Shaun Temple, Rose apparaît pour la première fois lors des épisodes spéciaux diffusés à l'occasion des 60 ans de la série. Yasmin Finney avait, d'ailleurs, officiellement annoncé elle-même que son personnage était trans.
- Shirley Anne Bingham (Ruth Madeley) : Conseillère scientifique de UNIT N°56, Shirley est une jeune femme travaillant au côté de Kate Stewart à UNIT malgré son handicap l'obligeant à être dans un fauteuil roulant, elle est introduite au cours des épisodes spéciaux à l'occasion des 60 ans de la série.

### Quinzième Docteur
- Carla Sunday (Michelle Greenidge) : Mère adoptive de Ruby, elle l'a recueillit après qu'elle fut abandonné la veille de Noël 2004 sur Ruby Road. Elle est très proche et protectrice envers Ruby qu'elle soutiens dans ses voyages avec le Docteur.
- Cherry Sunday (Angela Wynter) : Mère de Carla et grand-mère adoptive de Ruby. Elle reste très souvent au lit chez Carla qui s'occupe d'elle. Elle consomme beaucoup de thé.
- Rogue (Jonathan Groff) : chasseur de primes temporel rencontré par le Docteur en 1813 face à des Chuldurs. Ce dernier s'est sacrifié pour sauver Ruby en demandant au Docteur de le retrouver.
- Morris Gibbons (Lenny Rush) : Jeune scientifique de 13 ans recruté par Kate Lethbridge-Stewart. C'est un génie scientifique au QI surdéveloppé grâce au passage d'un astéroïde.
- Le Vlinx (Aidan Cook (corps) / Nicholas Briggs (voix)) : Robot métallique de UNIT.
- Anita Benn (Steph de Whalley) : Gérante de l'hôtel Sandringham où le Docteur reste pendant une année . Il se lie d'amitié avec elle avant de la faire embaucher à l'Hôtel du Temps. Par la suite, elle interviendra pour sauver le docteur piègé par La Rani, utilisant les portes de l'hôtel pour libérer les victimes du Souhait.